# Aartsbisdom Ouagadougou

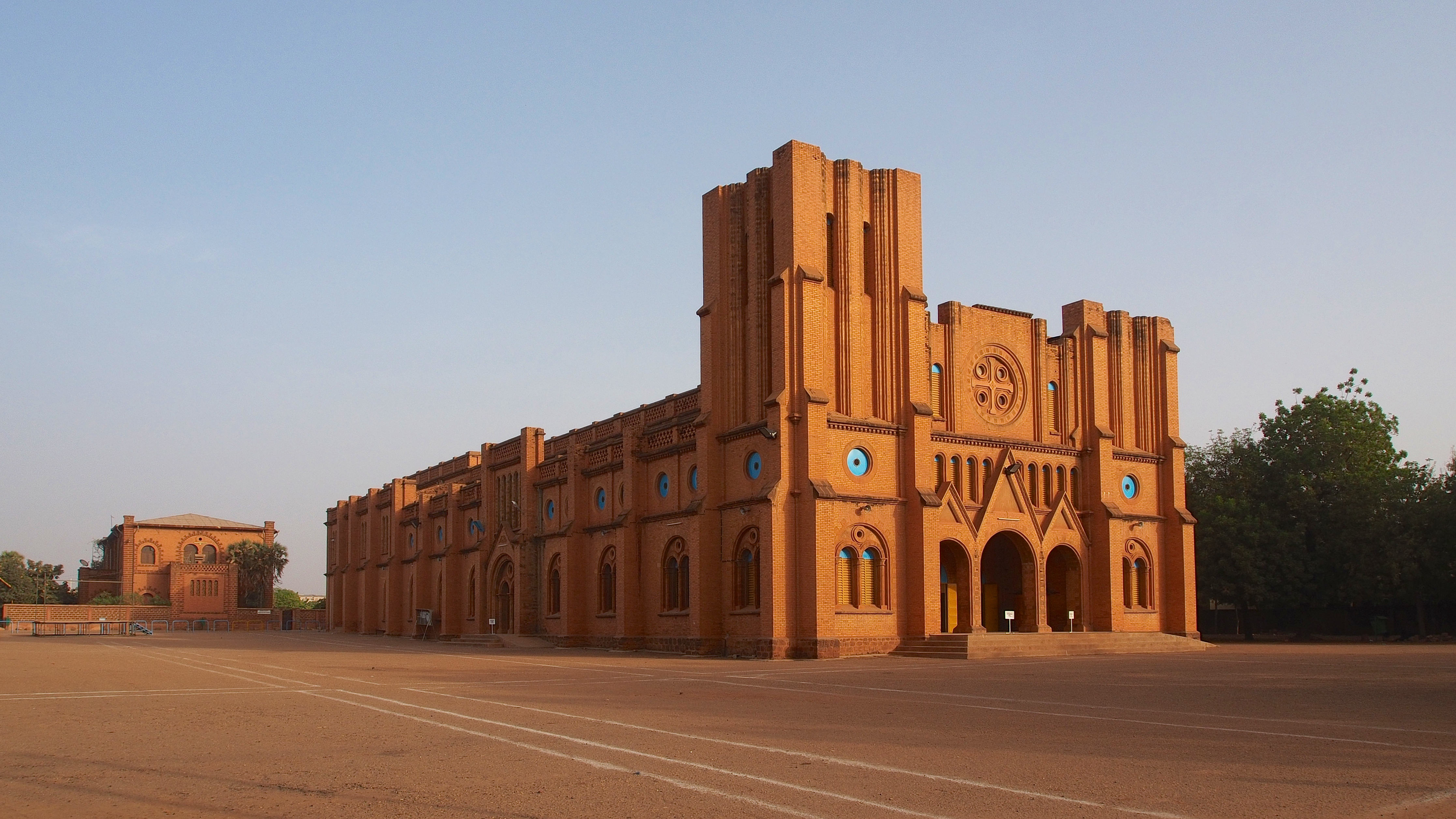
De kathedraal Immaculée Conception van Ouagadougou

Het aartsbisdom Ouagadougou (Latijn: Archidioecesis Uagaduguensis) is een rooms-katholiek aartsbisdom met als zetel Ouagadougou in Burkina Faso.
Ouagadougou was een missiegebied van de witte paters. In 1921 werd het apostolisch vicariaat Ouagadougou opgericht en dit werd in 1955 verheven tot aartsbisdom.
De kerkprovincie Ouagadougou bestaat verder uit drie suffragane bisdommen:
- Koudougou
- Manga
- Ouahigouya

In 2019 telde het aartsbisdom 31 parochies. Het aartsbisdom heeft een oppervlakte van 9.600 km² en telde in 2019 3.006.000 inwoners waarvan 33,9% rooms-katholiek was.

## Aartsbisschoppen
- Emile-Joseph Socquet, M. Afr. (1955-1960)
- Paul Zoungrana, M. Afr. (1960-1995)
- Jean-Marie Untaani Compaoré (1995-2009)
- Philippe Nakellentuba Ouédraogo (2009-)

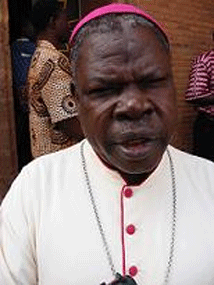
Jean-Marie Untaani Compaoré
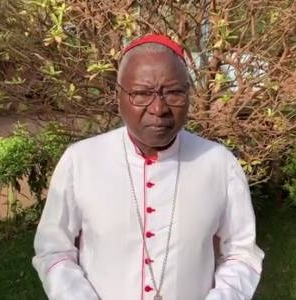
Philippe Nakellentuba Ouédraogo